# CONCACAF 선수권 대회
CONCACAF 선수권 대회(CONCACAF Championship)는 1963년부터 1989년까지 북중미카리브 축구 연맹(CONCACAF)의 주관으로 개최된 국가 대항 축구 대회이다.
1963년에 중미·카리브 축구 선수권 대회와 북미 축구 선수권 대회가 통합되면서 신설되었으며 1991년에 CONCACAF 골드컵이 신설되면서 폐지되었다. 1973년 대회부터 1989년 대회까지는 FIFA 월드컵 북아메리카 지역 예선을 겸하기도 했다.

## 역대 대회
| 연도            | 개최국            | 우승       | 준우승            | 3위                 | 4위               |
| --------------- | ----------------- | ---------- | ----------------- | ------------------- | ----------------- |
| 1963년 상세정보 | 엘살바도르        | 코스타리카 | 엘살바도르        | 네덜란드령 안틸레스 | 온두라스          |
| 1965년 상세정보 | 과테말라          | 멕시코     | 과테말라          | 코스타리카          | 엘살바도르        |
| 1967년 상세정보 | 온두라스          | 과테말라   | 멕시코            | 온두라스            | 트리니다드 토바고 |
| 1969년 상세정보 | 코스타리카        | 코스타리카 | 과테말라          | 네덜란드령 안틸레스 | 멕시코            |
| 1971년 상세정보 | 트리니다드 토바고 | 멕시코     | 아이티            | 코스타리카          | 쿠바              |
| 1973년 상세정보 | 아이티            | 아이티     | 트리니다드 토바고 | 멕시코              | 온두라스          |
| 1977년 상세정보 | 멕시코            | 멕시코     | 아이티            | 엘살바도르          | 캐나다            |
| 1981년 상세정보 | 온두라스          | 온두라스   | 엘살바도르        | 멕시코              | 캐나다            |
| 1985년 상세정보 | 개최국 없음       | 캐나다     | 온두라스          | 코스타리카          | 없음              |
| 1989년 상세정보 | 개최국 없음       | 코스타리카 | 미국              | 트리니다드 토바고   | 과테말라          |

## 통산 성적
| 국가                | 우승                 | 준우승         | 3위                  | 4위            |
| ------------------- | -------------------- | -------------- | -------------------- | -------------- |
| 멕시코              | 3 (1965, 1971, 1977) | 1 (1967)       | 2 (1973, 1981)       | 1 (1969)       |
| 코스타리카          | 3 (1963, 1969, 1989) |                | 3 (1965, 1971, 1985) |                |
| 과테말라            | 1 (1967)             | 2 (1965, 1969) |                      | 1 (1989)       |
| 아이티              | 1 (1973)             | 2 (1971, 1977) |                      |                |
| 온두라스            | 1 (1981)             | 1 (1985)       | 1 (1967)             | 2 (1963, 1973) |
| 캐나다              | 1 (1985)             |                |                      | 2 (1977, 1981) |
| 엘살바도르          |                      | 2 (1963, 1981) | 1 (1977)             | 1 (1965)       |
| 트리니다드 토바고   |                      | 1 (1973)       | 1 (1989)             | 1 (1967)       |
| 미국                |                      | 1 (1989)       |                      |                |
| 네덜란드령 안틸레스 |                      |                | 2 (1963, 1969)       |                |
| 쿠바                |                      |                |                      | 1 (1971)       |

## 출전 횟수
| 출전 횟수 | 국가                                             |
| --------- | ------------------------------------------------ |
| 8회       | 과테말라 · 멕시코                                |
| 7회       | 아이티                                           |
| 6회       | 엘살바도르 온두라스 코스타리카 트리니다드 토바고 |
| 4회       | 네덜란드령 안틸레스                              |
| 3회       | 캐나다                                           |
| 2회       | 니카라과 · 미국 · 수리남 · 자메이카 · 쿠바       |
| 1회       | 파나마                                           |

## 같이 보기
- CONCACAF 골드컵
- 북미 축구 선수권 대회
- 중미·카리브 축구 선수권 대회